# Annaberg (Neder-Oostenrijk)
Annaberg is een gemeente in de Oostenrijkse deelstaat Neder-Oostenrijk, gelegen in het district Lilienfeld (LF). De gemeente heeft ongeveer 700 inwoners.

## Geografie
Annaberg heeft een oppervlakte van 63,48 km². Het ligt in het centrum van het land, ten zuidwesten van de hoofdstad Wenen.

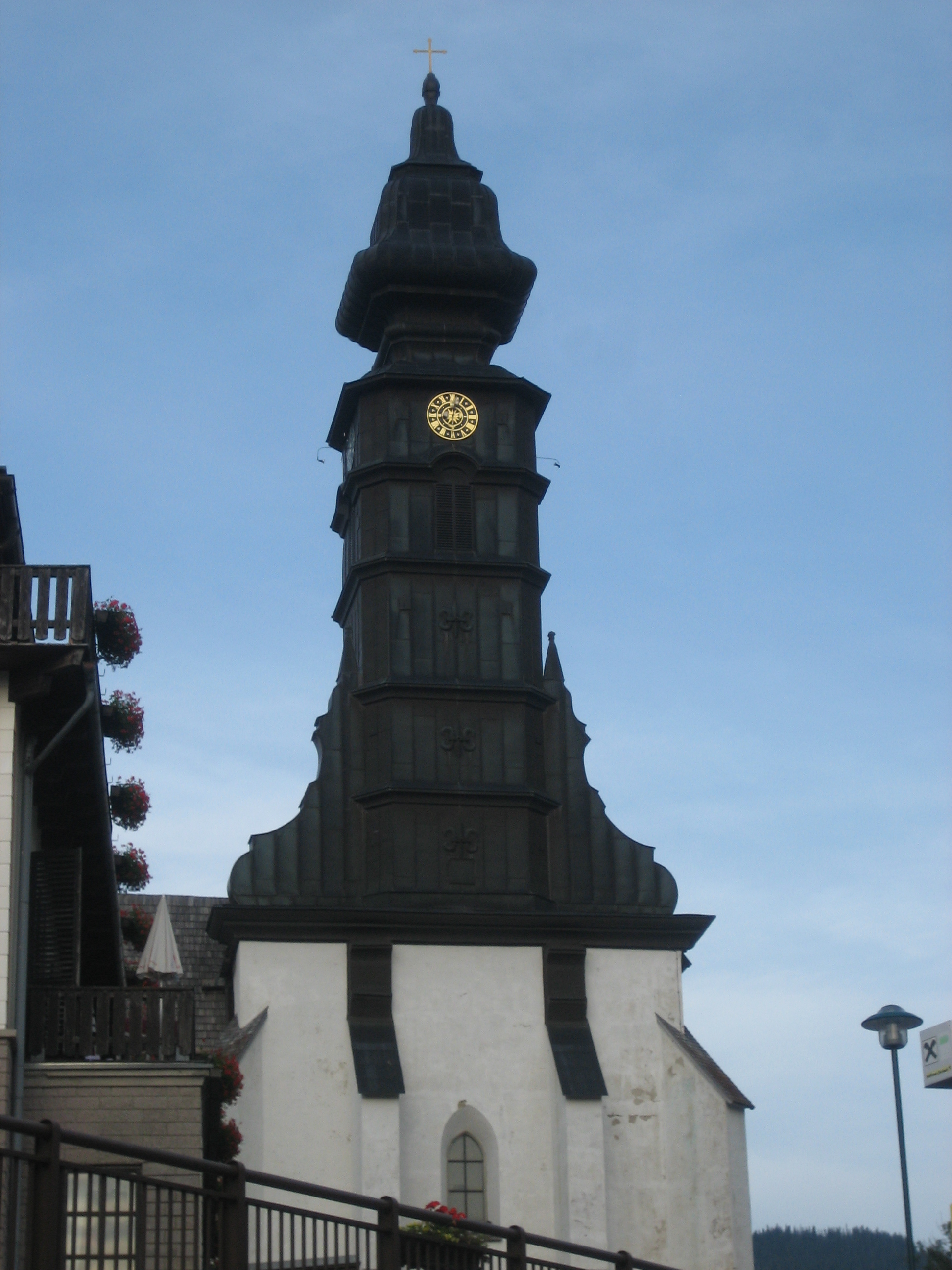
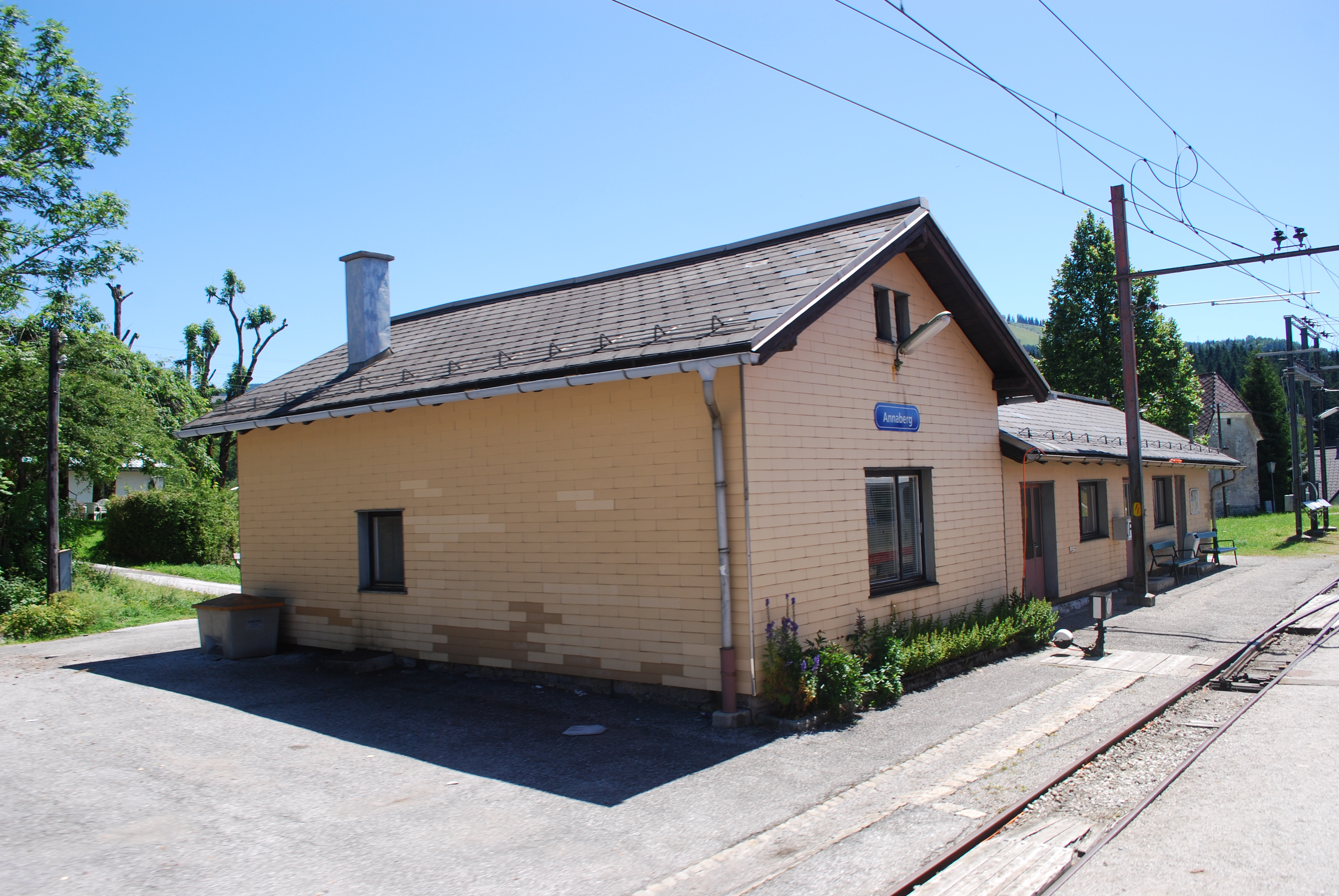

Annaberg · Eschenau · Hainfeld · Hohenberg · Kaumberg · Kleinzell · Lilienfeld · Mitterbach am Erlaufsee · Ramsau · Rohrbach an der Gölsen · Sankt Aegyd am Neuwalde · Sankt Veit an der Gölsen · Traisen · Türnitz
- Gemeinsame Normdatei: 4251973-1
- Nationale Bibliotheek van Tsjechië: ge1159568
- Virtual International Authority File: 247454652